# Pargalı Ibrahim Pașa
Pargalı Ibrahim Paşa ("Ibrahim Paşa din Parga"; 1493, Parga, Republica Veneția – 15 martie 1536, Constantinopol, Imperiul Otoman) cunoscut și ca Frenk Ibrahim Paşa, Makbul Ibrahim Pașa ("Favoritul"), iar mai târziu Maktul Ibrahim Pasha ("Executatul") după executarea sa în Palatul Topkapı, a fost primul Mare Vizir al Imperiului Otoman numit de sultanul Suleyman Magnificul.

## Viața
Pargali Pașa Ibrahim a fost un prieten din copilărie al lui Suleyman. Ibrahim a fost de origine greacă-ortodoxă și atunci când era tânăr a învățat la Școala Palatului în cadrul sistemului devshirme. Suleiman l-a făcut falconer regal, apoi l-a promovat la primul ofițer din dormitorul regal. Ibrahim Pașa a fost promovat la gradul de mare vizir în 1523 și comandant-șef al tuturor armatelor. Suleyman i-a dat autoritate lui Ibrahim peste toate teritoriile turcești în Europa, precum și comanda trupelor care locuiesc în cadrul acestora în timp de război. Potrivit unui cronicar din secolul 17, Ibrahim i-a cerut lui Suleyman să nu-l promoveze în aceste poziții înalte, temându-se pentru siguranța lui, la care Suleyman a răspuns că sub domnia lui, indiferent de circumstanțe, Ibrahim nu va fi pedepsit cu moartea. Totuși, în cele din urmă relația lui Ibrahim cu Sultanul s-a răcit. În timpul celor treisprezece ani ca mare vizir, ascensiunea rapidă la putere și acumularea de avere mare i-a făcut mulți dușmani lui Ibrahim. Rapoartele au ajuns și la sultan. Ministrul de finanțe Iskender Celebi s-a certat cu Ibrahim. Ultimele cuvinte a lui Celebi au fost de a îl acuza pe Ibrahim de conspirație împotriva sultanului. Aceste cuvinte spuse pe patul de moarte l-au convins pe Suleyman că Ibrahim nu îi mai este loial și la 15 martie 1536 corpul neînsuflețit al lui Ibrahim a fost descoperit în Palatul Topkapî.